# Ісакій Печерський
Ісакій (? — 1090, Києво-Печерська лавра) — преподобний, самітник києво-печерський. Пам'ять здійснюється: 14 лютого (служба з півєлеєм) та 28 вересня (Собор преподобних отців Києво-Печерських Ближніх печер).
У світі був багатим купцем, родом з Торопця, на ймення Чернь. З невідомих причин роздав все своє майно бідарям, прийшов до Києва і прийняв постриг від преподобного Антонія. Сім років провів в усамітненні і, як повідає житіє, не витримавши диявольської спокуси, тяжко захворів. Після видужання прийняв на себе подвиг юродства. Помер близько 1090 року. Його мощі почивають в Антонієвій печері. Житіє Ісакія міститься в Іпатівському літописі під 6582 роком (1074 рік), а також в Києво-Печерському патериці і Великих Четьях («Слово про Ісака монаха, якого облеслив диявол»).

В акафісті всім Печерським преподобним про нього сказано: 
|  | «Радуйся, Ісаакіє, бо чисельними страданнями ти спокуси диявольські переміг». |

Мощі прп. Ісаакія, які знаходяться зараз у Ближніх печерах, згідно сучасних досліджень антропологів належать іншому святому, який приставився у віці 18-20 роки.